# Kyushu Railway Company

Зона ответственности JR Kyushu показана красный; она включает регион Кюсю

Kyushu Railway Company (яп. 九州旅客鉄道株式会社 Кюсю Рёкаку Тэцудо Кабусики-гайся), также называемое как JR Kyushu (яп. JR九州 Джэйару Кюсю), одна из компаний группы Japan Railways Group (JR Group), и работает на Кюсю.

## История
JR Kyushu была создана как акционерное общество (кабусики-гайся) 1 апреля 1987 года по плану разделения государственной компании Japanese National Railways. Первоначально это было подразделение, принадлежащее JNR Settlement Corporation, специальной компании, созданной для перераспределения активов бывшей JNR между новыми компаниями JR.

## Линии

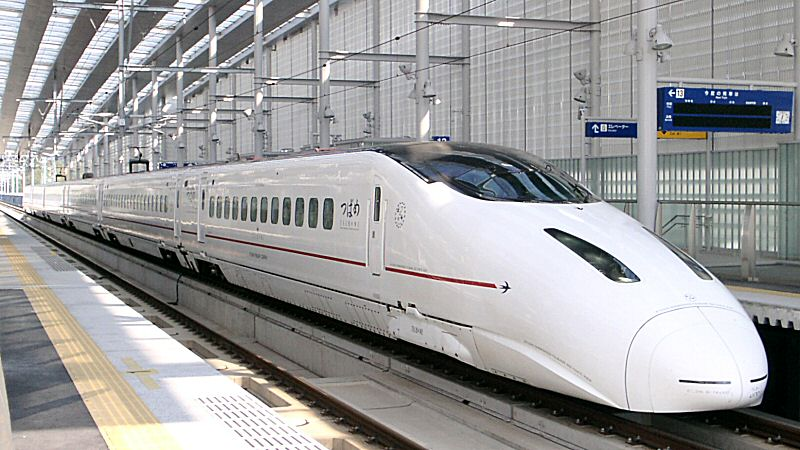
Электропоезд серии 800 сети Синкансэн на станции Син-Минамата

### Кюсю-синкансэн
Наиболее прибыльная линия JR Kyushu — скоростная железная дорога Кюсю-синкансэн, которая соединяет Фукуоку и Кагосиму.

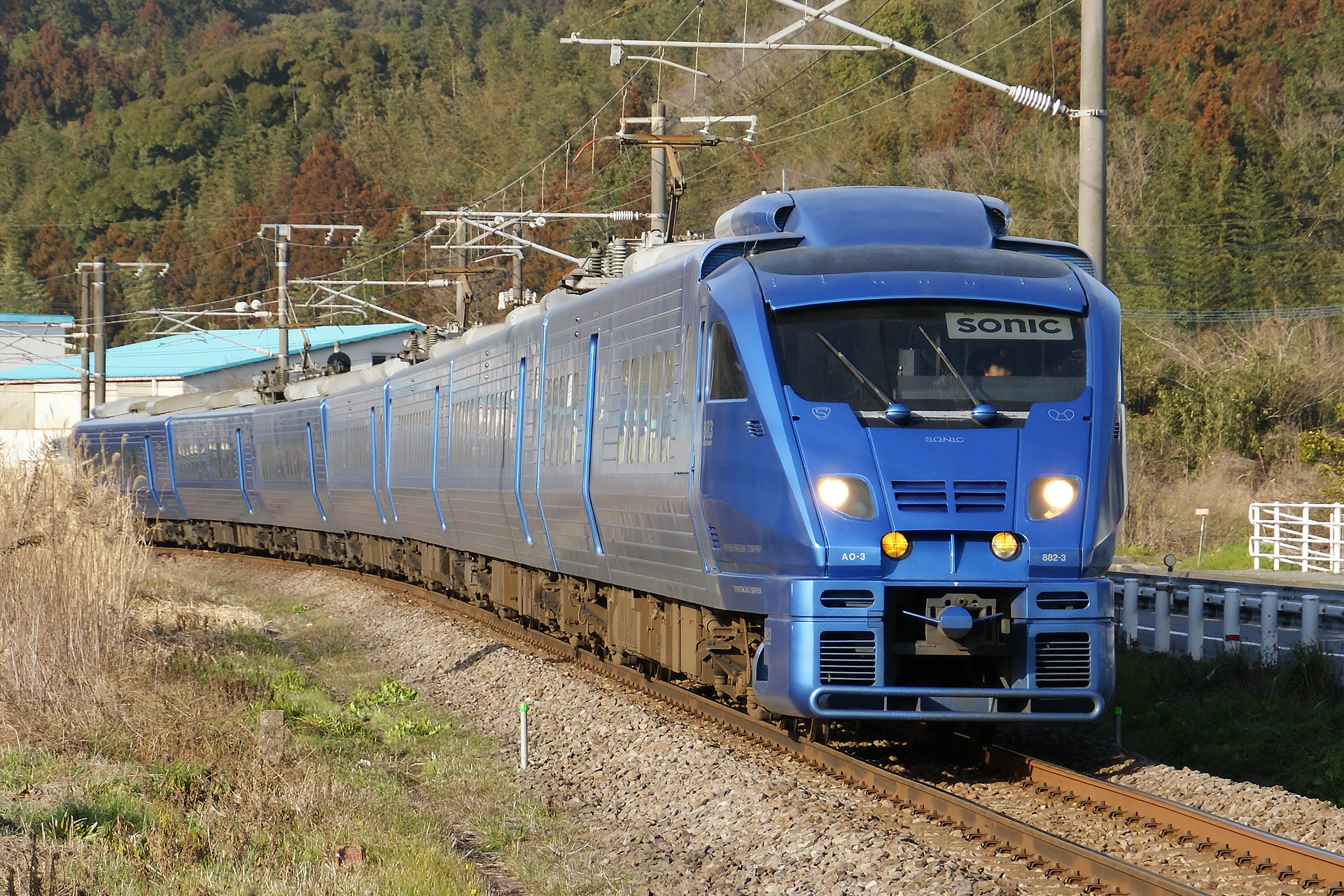
Электропоезд серии 883 сети «SONIC» на Линии Ниппо

### Городские линии
- Линия Кагосима
- Линия Нагасаки
- Линия Ниппо